# Возвягль (археологічна пам'ятка)
Возвягль (Звягіль) — археологічна пам'ятка, давньоруське місто Болохівської землі, нині північно-східна околиця міста Звягель (Житомирська область).
Вперше згадується в літописі під 1256 роком, як місто, куди король Русі Данило направив свого тивуна. У 1257 році за непокору місто було взято приступом і спалене військами короля Данила.

## Опис
Археологічний еквівалент давньоруського Возвягля — два ізольованих один від одного городища, які розташовані в місті Звягель на березі р. Случ (притока Горині, басейн Дніпра). Перше з них займає мисоподібний виступ правого берега Случі, його площа складає 1 гектар. Від плато городище відокремлене потужним ровом і валом. Під час археологічних досліджень тут зафіксовано три культурно-хронологічні горизонти: милоградської культури I тис. до н. е., слов'янської IX—X ст. і давньоруської XII—XIII століть. Відкрито численні житлові, господарські, ремісничі і оборонні споруди XII — середини XIII століття. У 1993 році на території городища знайдено унікальний скарб прикрас.
Друге городище розташоване за 200 метрів від першого, вниз за течією річки. Займає мисовий виступ правого корінного берега заввишки 40 метрів. Площа городища досягає 2,5 гектари. Від плато відділене потрійною смугою валів і ровів. Розкопки не проводились. За підйомним матеріалами датується IX—XII ст. Зі сходу до городища примикає неукріплені посад, загальною площею близько 20 гектарів.

## Міфологія у датуванні городища
На думку вчених В.Кобилюха та М.Марусяка назва міста походить від самих аріїв, які, буцімто, проходили територією сучасної Звягельщини і залишили у спадок слов'янам назву городища на правому березі річки Случ. На їхню думку, назва міста походить від двох санскритських слів «Звя» і «гель», що означає «свято Сонця». Вони зробили припущення, що на городищі Звягеля знаходився прадавній культовий центр цивілізації аріїв поклонніня Сонцю, а пізніше у прадавніх слов'ян — Даждбогу.

## Літописні згадки міста
Вперше Возвягль згадується в Галицькому літописі під 1256 роком, як місто, куди король Данило направив свого тивуна. У 1257 році за непокору місто було взято приступом і спалене військами короля Данила:
|  | «У РІК 6766 1258. Данило тоді з братом Васильком рушили до Возвягля з великою силою, ждучи вісті од Романа і литви. І стояв Данило на ріці Корчику 1 днину, ждучи вісті од них, і пішов до Возвягля. Раніш послав він сина свого Шварна, щоб він оточив город і щоб ніхто ж не втік із них. Воїв же було з ним п’ятсот, і городяни, бачивши мало ратників із князем, сміялися, стоячи на городській стіні. Але назавтра прийшов Данило із силою-силенною війська, із братом своїм Васильком і з сином Львом. І коли побачили це городяни, то страх напав на них, і не видержали вони, і здалися. І Данило город запалив, а людей вивів і оддав їх на поділ,— то брату своєму, а то — Львові, інших — Шварнові. І пішов він до себе додому, взявши город. Коли ж Роман прийшов до города Возвягля і литва, то литовці, кинувшись на город, не побачили нічого, тільки самі головні та псів, що бігали по городищу. І литовці досадували і плювали, кажучи по-своєму «Янда», призиваючи богів своїх Андая і Диверикса і всіх богів своїх споминаючи, тобто бісів». |

## Історія досліджень
Залишки стародавнього городища були виявлені ще в XIX столітті, але докладно вони були обстежені в 1970-х роках експедицією Інституту археології Академії наук Української РСР в складі М. П. Кучера, В. А. Круц і О. П. Моця. Археологічний еквівалент літописного міста шукали М. П. Кучер і Б. А. Звіздецький. Під час археологічних розвідок в 1988 році вони повторно обстежили місцевість і виявили два давньоруських городища, розташовані за декілька кілометрів за течією річки Случ .
У 2007 році до 750-річного ювілею міста з бюджету України було виділено 80 тисяч гривень на археологічні дослідження Північного городища, виконані в червні-листопаді цього року археологічною експедицією Інституту археології НАН України під керівництвом кандидата історичних наук Андрія Петраускаса. Було розкрито 100 м² поверхні Північного городища з боку в'їзду на дитинець (східна частина розкопу). В результаті дослідження були знайдені побутові речі, прикраси, предмети ремісничо-господарського призначення (фрагмент кресала, три скляні і один бронзовий браслети, залізна пряжка, точильний камінь тощо) та 82 індивідуальні знахідки — предмети військового обладунку давньоруських дружинників, серед яких: сім ножів (цілих і фрагментарних), п'ять наконечників стріл, фрагменти захисного обладунку (кольчужні кільця) тощо.
У жовтні 2017 року відбулася конференція «Возвягль — Звягель — Новоград-Волинський у часовому зрізі тисячоліть», присвячена 760-річчю з першої згадки про Возвягль.